# Scoping
Scoping ist die Definition von Aufgaben- oder Untersuchungsumfängen in komplexen Planungs-, Management- und Herstellungsprozessen. Das Wort leitet sich aus dem englischen scope ab, was die Bedeutungen Umfang, Abgrenzung, Raum, Aufgabenbereich, Spielraum u. ä. haben kann.

## Scoping-Prozess in der Bauleitplanung
In Planungsprozessen sind bei bestimmten Bauvorhaben im Planungsverlauf Untersuchungen über die Auswirkung des Projektes auf die Umwelt in der EU gesetzlich vorgeschrieben. Um diese Umweltberichte oder Umweltprüfungen möglichst effektiv durchführen zu können, wird im Scoping der Untersuchungsraum (räumlich) und Untersuchungstiefe (inhaltlich) zuvor festgelegt, siehe hierzu Scoping bei der Umweltprüfung. Das Scoping ist nach EU-Richtlinie seit 1997 gesetzlich vorgeschrieben. Umgesetzt wird die Regelung in Deutschland in § 4 BauGB, § 15 UVPG und im Bundesnaturschutzgesetz.
Wichtig ist bereits der „Scoping-Termin“. Vertreter verschiedener Behörden treffen sich dort bereits mit den nach dem Bundesnaturschutzgesetz anerkannten Naturschutzverbänden und eingeladenen Experten.

## Scoping in anderen Bereichen
Scoping findet im eigentlichen Sinn in sehr vielen Prozessen statt, z. B.:
- im Anforderungsmanagement
- im Inhalts- und Umfangsmanagement (englisch scope management)
- im Rechnungswesen (Sarbanes-Oxley Act)
- in der Produktentwicklung